# Elena Bogdan
Elena Bogdan (n. 28 martie 1992) este o jucătoare de tenis română. Ocupă locul 123 în clasamentul WTA de dublu.

## Finale WTA

### Dublu: 1 (1 titlu)
| Rezultat   | Nr. | Data          | Turneu                                 | Suprafață | Partener          | Adversar                     | Scor             |
| ---------- | --- | ------------- | -------------------------------------- | --------- | ----------------- | ---------------------------- | ---------------- |
| Câștigător | 1.  | 13 iulie 2014 | BRD Bucharest Open, București, România | Zgură     | Alexandra Cadanțu | Çağla Büyükakçay Karin Knapp | 6–4, 3–6, [10–5] |